# Pandan Sari (Gunung Meriah)
Pandan Sari is een bestuurslaag in het regentschap Aceh Singkil van de provincie Atjeh, Indonesië. Pandan Sari telt 1753 inwoners (volkstelling 2010).